# Тодираш, Арсений Иванович
Арсе́ний Ива́нович Тодира́ш (рум. Arsenie Todiraș; род. 22 июля 1983, Кишинёв, Молдавская ССР, СССР) —  молдавский певец, автор песен и продюсер. Бывший солист группы O-Zone, сейчас выступающий сольно под именем Arsenium. С начала 2017 года выступает в дуэте «Arsenium & Mianna».

## Биография
Родился 22 июля 1983 года в Кишинёве. Мать — Клаудиа Тодираш — врач, отец — Иван Тодираш — инженер. Есть младшая сестра Алина.
В 15 лет Арсений начал писать музыку. Первое выступление в качестве солиста состоялось в школе. В 16 лет начал петь в молдавской фолк-группе «Stejareii», где также играл на контрабасе на протяжении 2-х лет. В 2001 году окончил кишинёвский лицей имени Иона Крянгэ и поступил в Кишиневскую консерваторию, где изучал пение и игру на фортепиано.

### Участие вO-Zone
Когда Тодирашу было 18 лет, Лариса Шульга, у которой он обучался вокальному мастерству, представила его Дану Балану, который в то время набирал участников для своей новой группы. Поначалу читал рэп. Новая группа стала очень популярной в Молдове, а после завоевания румынского музыкального рынка, получила мировую известность. Сингл «Dragostea Din Tei» занимал первое место в хит-парадах более чем 30 стран. После выпуска трех альбомов «Dar, Unde Ești...», «Number 1» и «DiscO-Zone» в 2005 году группа распалась.

### Сольная карьера
Сольный проект Тодираша получил название «Arsenium». Летом 2005 года компанией Time Records был выпущен сингл «Love me… Love me», куда вошла оригинальная версия песни, несколько ремиксов, а также видеоклип. Текст и музыка были написаны Тодирашем. В 2006 Arsenium представил альбом под названием «The 33rd Element». Arsenium вместе с Натальей Гордиенко и группой Connect-R в 2006 году на конкурсе песни «Евровидение 2006» в Афинах, Греция, представлял Молдову с песней «Loca». Конкурсанты заняли 20-е место из 24, набрав 22 балла. Тодирашу участвовал с Алёной Мунтяну в танцевальном шоу «Dansez pentru tine», заняв 2-е место.
В 2008 году при поддержке Sony BMG/Columbia Deutschland был выпущен сингл «Rumadai», получивший популярность в Германии и других странах Европы. Видеоклип, снятый на песню «Rumadai», стал вирусным и произвел фурор в интернете. В феврале 2014 года Arsenium стал лауреатом музыкального конкурса Латинской Америки «Vina del Mar», победив в номинации «Лучший исполнитель».
Весной 2014 года совместно с Сати Казановой записал песню «До рассвета». Вместе с Казановой был номинирован на «Золотой граммофон» в 2014 и 2015 годах (получил премию в 2015 году), «Реальную премию MUSICBOX 2014» и премию «Звуковая дорожка 2014» (получил награду). Летом 2015 года выпустил сингл «Bella Bella».
В 2017 году выступил в финале российского музыкального шоу «Ты супер!» с Анной Ерхан, исполнив хит группы O-Zone «Dragostea din tei».

## Дискография

### Альбомы
| Название            | Информация                                                                     | Примечание |
| ------------------- | ------------------------------------------------------------------------------ | --- |
| The 33rd Element    | - Релиз: 29 января 2006 - Лейбл: CAT Music - Формат: CD • Цифровая дистрибуция | \| № \| Название \| Длительность \| \| ------------------- \| ------------------------------------------------ \| ------------ \| \| 1. \| «Loca» (feat. Наталья Гордиенко & Connect-R) \| 3:23 \| \| 2. \| «Professional Heartbreakers» \| 3:46 \| \| 3. \| «Smile To Me» \| 3:31 \| \| 4. \| «Leave Me Alone» \| 6:38 \| \| 5. \| «Millions» \| 3:11 \| \| 6. \| «My Love» \| 3:34 \| \| 7. \| «Love Me...Love Me» \| 3:37 \| \| 8. \| «Loca» (Soft Re-Mix) \| 3:25 \| \| 9. \| «May Be» \| 3:20 \| \| 10. \| «Professional Heartbreakers» (Pub Remix) \| 5:41 \| \| 11. \| «Love Me...Love Me» (Unu's Nightmare Remix) \| 5:03 \| \| 12. \| «Love Me...Love Me» (Unu's Guitar Remix) \| 7:02 \| \| 13. \| «Love Me...Love Me» (Unu's Dub Remix) \| 3:17 \| \| 14. \| «Love Me...Love Me» (Unu's Party in Paris Remix) \| 3:55 \| \| Общая длительность: \| Общая длительность: \| Общая: 56:83 \| |
| №                   | Название                                                                       | Длительность |
| 1.                  | «Loca» (feat. Наталья Гордиенко & Connect-R)                                   | 3:23 |
| 2.                  | «Professional Heartbreakers»                                                   | 3:46 |
| 3.                  | «Smile To Me»                                                                  | 3:31 |
| 4.                  | «Leave Me Alone»                                                               | 6:38 |
| 5.                  | «Millions»                                                                     | 3:11 |
| 6.                  | «My Love»                                                                      | 3:34 |
| 7.                  | «Love Me...Love Me»                                                            | 3:37 |
| 8.                  | «Loca» (Soft Re-Mix)                                                           | 3:25 |
| 9.                  | «May Be»                                                                       | 3:20 |
| 10.                 | «Professional Heartbreakers» (Pub Remix)                                       | 5:41 |
| 11.                 | «Love Me...Love Me» (Unu's Nightmare Remix)                                    | 5:03 |
| 12.                 | «Love Me...Love Me» (Unu's Guitar Remix)                                       | 7:02 |
| 13.                 | «Love Me...Love Me» (Unu's Dub Remix)                                          | 3:17 |
| 14.                 | «Love Me...Love Me» (Unu's Party in Paris Remix)                               | 3:55 |
| Общая длительность: | Общая длительность:                                                            | Общая: 56:83 |

### Синглы
| Год  | Сингл                                                 | Альбом           |
| ---- | ----------------------------------------------------- | ---------------- |
| 2005 | «Love Me…Love Me»                                     | The 33rd Element |
| 2006 | «Loca» (feat. Наталья Гордиенко и Connect-R)          | The 33rd Element |
| 2007 | «Professional Heartbreakers»                          | The 33rd Element |
| 2008 | «Wake Up»                                             | без альбома      |
| 2008 | «Rumadai»                                             | без альбома      |
| 2009 | «Minimum»                                             | без альбома      |
| 2009 | «25»                                                  | без альбома      |
| 2010 | «Исчезни»                                             | без альбома      |
| 2010 | «Remember Me» (aka A-Style)                           | без альбома      |
| 2010 | «Nu Ma Mai Cautа»                                     | без альбома      |
| 2010 | «Erase It» / «Буду рядом»                             | без альбома      |
| 2010 | «Bang Bang»                                           | без альбома      |
| 2010 | «Happy Birthday To Me»                                | без альбома      |
| 2011 | «My Heart» / «Сердце» (feat. Елена Князева)           | без альбома      |
| 2011 | «You Can Be Free»                                     | без альбома      |
| 2012 | «I’m Giving Up»                                       | без альбома      |
| 2013 | «Aquamarina» (feat. Janyela)                          | без альбома      |
| 2014 | «Porque Te Amo» / «До рассвета» (feat. Сати Казанова) | без альбома      |
| 2015 | «Лока»                                                | без альбома      |
| 2015 | «Bella Bella» / «Бэлла Бэлла»                         | без альбома      |
| 2016 | «Только с тобой» / «What Is Love»                     | без альбома      |
| 2016 | «Неземная ты»                                         | без альбома      |
| 2016 | «Rumadai» (Reedit)                                    | без альбома      |
| 2018 | «Bon Ami» (feat. Heren)                               | без альбома      |
| 2019 | «Depresie»                                            | без альбома      |
| 2020 | «Lay Down» (совм. с Radu Sirbu)                       | без альбома      |
| 2021 | «COCO-INNA» (совм. с Ханной и TYMMA)                  | без альбома      |
| 2022 | «O zi» (совм. с Holograf)                             | без альбома      |
| 2023 | «Lumea asta» (совм. с Paula Hriscu)                   | без альбома      |
| 2023 | «Bella Hadid (Come To Madrid)» (совм. с TYMMA)        | без альбома      |

### Видеоклипы
| Год  | Клип                                              | Режиссёр                      | Альбом           |
| ---- | ------------------------------------------------- | ----------------------------- | ---------------- |
| 2005 | - Love Me…Love Me                                 | неизвестно                    | The 33rd Element |
| 2006 | - Loca feat. Наталья Гордиенко и Connect-R        | неизвестно                    | The 33rd Element |
| 2007 | - Profeccional Heartbreakers                      | неизвестно                    | The 33rd Element |
| 2008 | - Wake Up                                         | неизвестно                    | без альбома      |
| 2008 | - Rumadai                                         | неизвестно                    | без альбома      |
| 2009 | - Minimum                                         | неизвестно                    | без альбома      |
| 2010 | - Remember Me aka A-Style                         | Florin G. Botea               | без альбома      |
| 2010 | - Erase It / Буду рядом                           | Florin G. Botea               | без альбома      |
| 2011 | - My Heart / Сердце feat. Елена Князева           | И. Щербинская                 | без альбома      |
| 2014 | - Porque Te Amo / До рассвета feat. Сати Казанова | Тарас Голубков и Павел Килдау | без альбома      |
| 2015 | - Bella Bella                                     | Алексей Голубев               | без альбома      |
| 2016 | - What Is Love / Только с тобой                   | Екатерина Санникова           | без альбома      |

## Дуэт «Arsenium & Mianna»

### Синглы
| Год  | Сингл                        |
| ---- | ---------------------------- |
| 2017 | «А он другой, мама»          |
| 2017 | «Неземная» (New Edit)        |
| 2017 | «Приручай»                   |
| 2018 | «Полупьяные» (feat. Heren)   |
| 2018 | «Bon Ami» (feat. Heren)      |
| 2019 | «Я лечу над танцполом»       |
| 2019 | «Fuck 'em All»               |
| 2020 | «Дуй со мной» (feat. MALBOR) |
| 2020 | «Смайлик поцелуя»            |
| 2021 | «Radio Night»                |
| 2022 | «Maracuya»                   |

### Видеоклипы
| Год  | Клип                  | Режиссёр | Альбом |
| ---- | --------------------- | -------- | ------ |
| 2017 | - А он другой, мама   | Юджин    | TBA    |
| 2019 | - Bon Ami feat. Heren | Юджин    | TBA    |